# Andrea Vreede
Andrea Henriette Vreede (Amsterdam, 20 mei 1962) is een Nederlandse journalist, gespecialiseerd in Italië en het Vaticaan.

## Biografie
Andrea Vreede studeerde klassieke talen en mediterrane archeologie aan de Rijksuniversiteit Groningen. Daarna behaalde ze het staatsexamen tolk-vertaler Italiaans.
In 1994 vestigde ze zich in Rome. Van 2002 tot juli 2012 was ze Italië- en Vaticaancorrespondent voor het NOS Journaal. In haar correspondentschap maakte ze talloze reportages, artikelen, analyses tijdens live-kruisgesprekken en zomercolumns over Italiaanse en Vaticaanse zaken. Vanaf het aftreden van paus Benedictus XVI en het daaropvolgende conclaaf van maart 2013 berichtte ze als correspondent Vaticaan voor NOS Nieuws over paus Franciscus en de Rooms-Katholieke Kerk. Na de dood van Franciscus en het conclaaf van 2025 bericht ze over paus Leo XIV.
Naast haar correspondentschap voor de NOS is ze werkzaam als freelance journalist voor o.a. VRT Nieuws.